# Vin Diesel
Vin Diesel, rodným jménem Mark Sinclair (* 18. července 1967, Alameda County, Kalifornie, USA), je americký herec, režisér, scenárista a producent zejména akčních filmů, jeden z nejlépe placených herců v historii. Svoji kariéru započal již v sedmi letech v newyorském divadle, ale jeho nejznámější rolí je Dominic Toretto ve filmové sérii Rychle a zběsile. Výrazný je ale i jeho hluboký a chraplavý hlas, který je téměř nezaměnitelný. Je zakladatelem společností One Race Films, Racetrack Records a Tigon Studios.

## Život

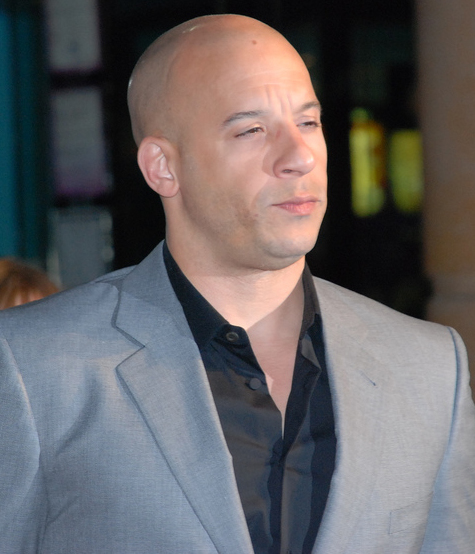
Diesel na premiéře Rychlí a zběsilí v roce 2009

Vin Diesel se narodil jako Mark Sinclair v Alameda County v Kalifornii astroložce Deloře Sinclair Vincent, rozené Sherleen. Jeho jediným sourozencem je dvojče Paul. Svého biologického otce nikdy nepoznal.
Svůj původ nikdy veřejně nerozebíral, prozradil ovšem, že z matčiny strany má anglicko-německo-skotské kořeny.

Vyrůstal v New Yorku s matkou a nevlastním otcem, Afroameričanem Irvingem H. Vincentem, který působil jako manažer divadla a učitel. Diesel v jednom z rozhovorů řekl, že „Irving H. Vincent ho vychoval a udělal z něj takového člověka, jakým je.“

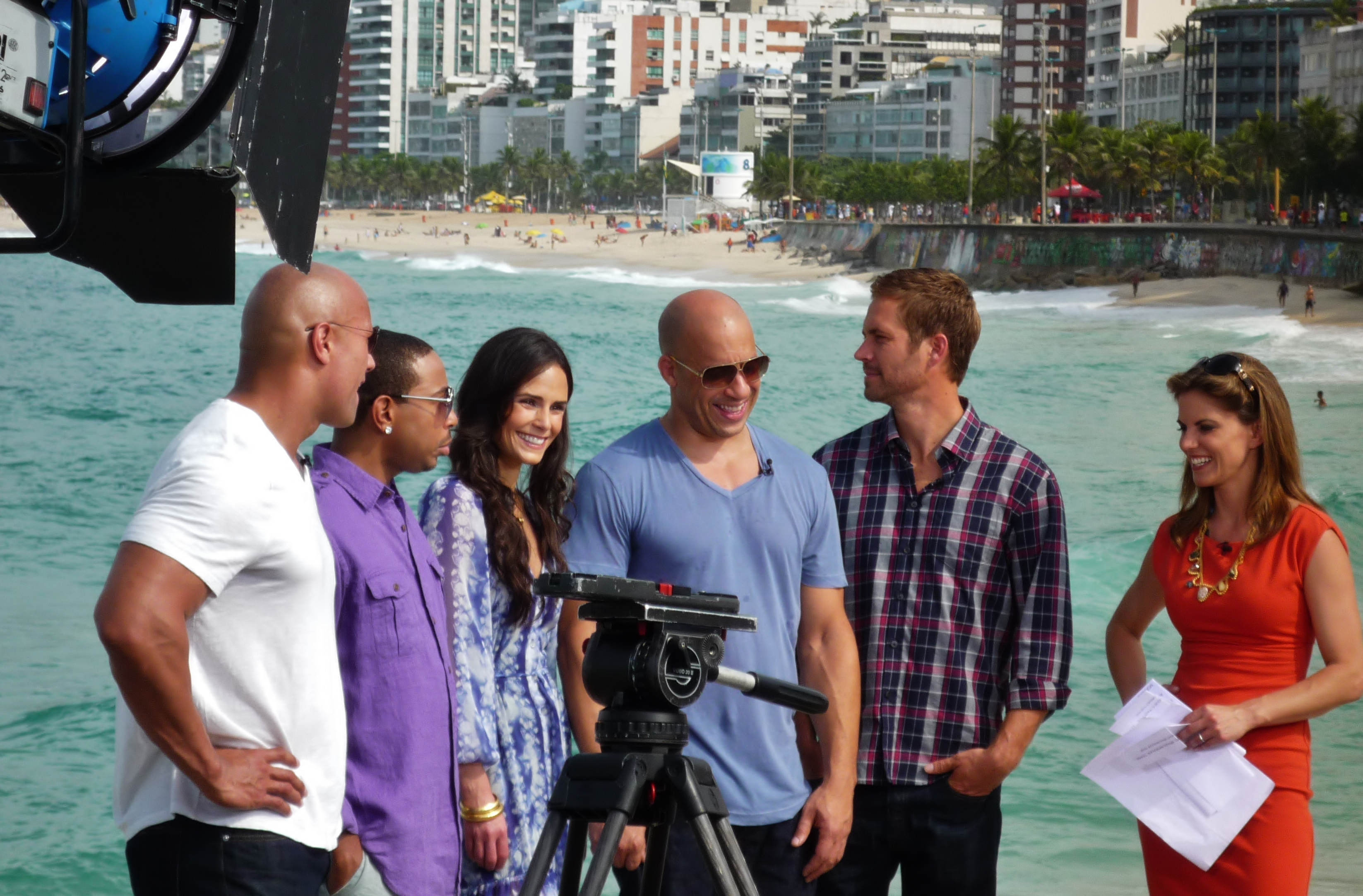
Vin s dalšími herci z Rychle a zběsile. Zleva: Dwayne Johnson, Ludacris, Jordana Brewster, Vin Diesel a Paul Walker.

Na divadelním pódiu se poprvé objevil již v sedmi letech v dětské hře Barbary Garson Dinosaur Door v divadle Theater for the New City (Greenwich Village na Manhattanu). K roli se dostal poměrně neobvyklým způsobem: společně s bratrem a několika přáteli se vloupal do budovy divadla, kde je chytila režisérka Crystal Field. Ta jim nabídla, že místo toho, aby volala policii, zahrají si v nové hře. V účinkování v divadle pokračoval i později, ačkoliv přiznal, že kvůli etnickému původu měl občas problémy s hledáním rolí. Nakonec nastoupil na Hunter College v New Yorku, kde ho tvůrčí psaní přivedlo k psaní scénářů.
V roce 2001 chodil s herečkou Michelle Rodriguez, která hrála v Rychle a zběsile Torretovu přítelkyni Letty.
S přítelkyní Palomou Jiminez má tři děti: dceru Haniu Riley (* duben 2008), syna Vincenta Sinclaira (* 2010) a dceru Pauline (* březen 2015). Mladší dcera Pauline je pojmenovaná po jeho zemřelém příteli a hvězdě Rychle a zběsile Paulu Walkerovi, který zemřel při automobilové nehodě v roce 2013.

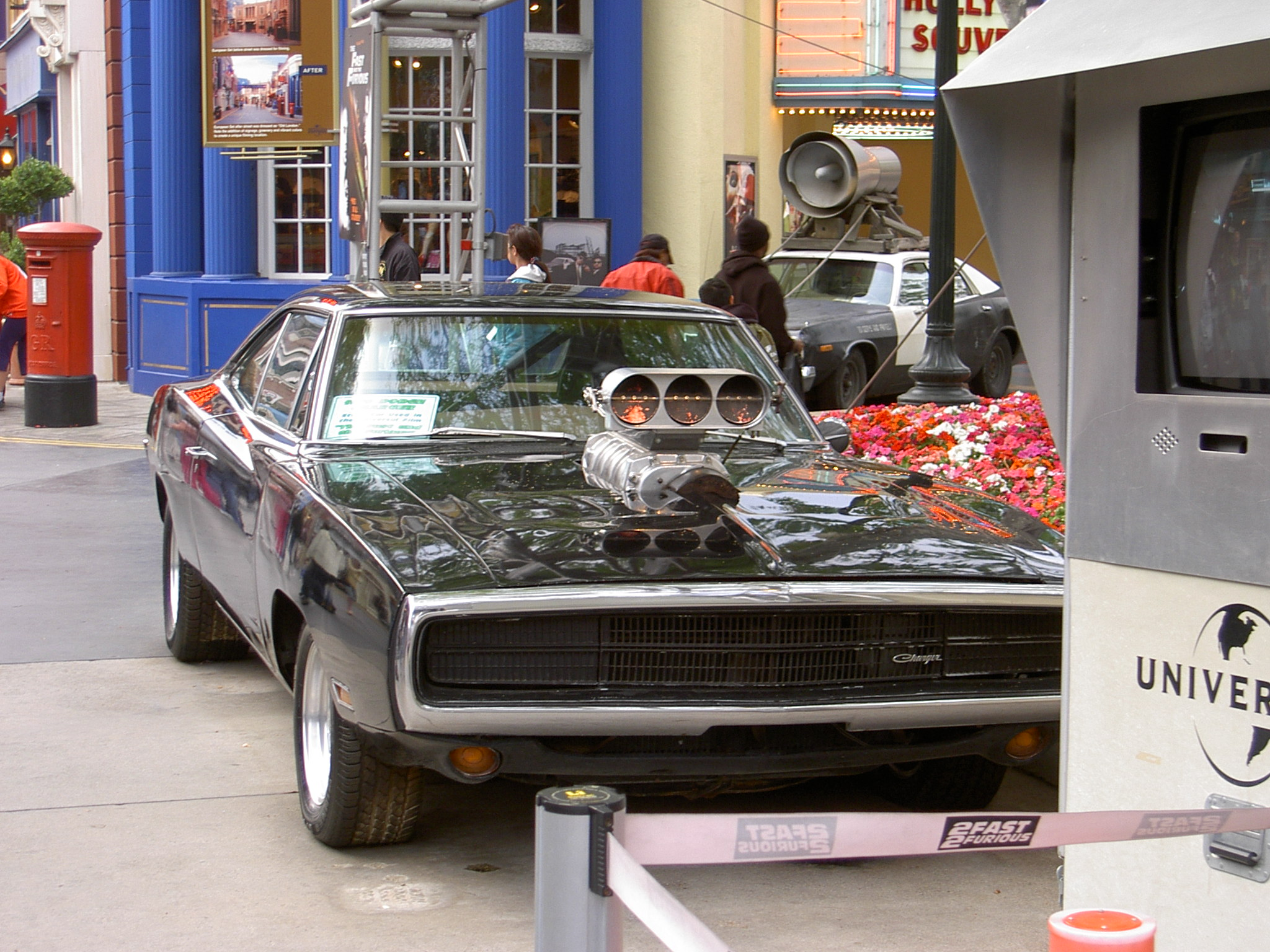
Hlavní auto Dominica Toretta v Rychle a zběsile

## Kariéra

### Filmové začátky
První filmovou roli dostal Diesel ve filmu Awakenings (1990), jednalo se ale jen o krátkou scénu. Později sám napsal, režíroval a produkoval i krátkometrážní snímek Multi-Facial (1994). Jedná se o krátký film o amatérském herci smíšené rasy, který za jeden den navštíví mnoho konkurzů do filmů a všude ho odmítají právě kvůli jeho rase. Jeho první celovečerní film je z roku 1997 a nese název Zbloudilci. Tento film napsal, režíroval i produkoval on sám.
V roce 1998 jej do svého filmu Zachraňte vojína Ryana obsadil Steven Spielberg. V roce 1999 daboval postavu v animovaném filmu The Iron Giant.

### 2000 – 2009
V roce 2000 získal Diesel roli ve filmu Černočerná tma. Ten samý rok si také zahrál ve filmu Riziko. Ale až následující rok (2001) přišla jeho životní role; role ve filmu Rychle a zběsile. Tady měl hrát šéfa gangu Dominica Toretto. Rok nato přišla i další životní role; tentokrát v akčním thrilleru xXx. V roce 2006 pak přišlo další pokračování Rychle a zběsile s názvem Rychlí a zběsilí, na kterém se taktéž podílel.

### 2010 – současnost
Roli Dominica Toretta si zopakoval v pátém, šestém a sedmém pokračování, s názvem Rychle a zběsile 5 (2011), Rychle a zběsile 6 (2013) a Rychle a zběsile 7 (2015). Znovu si také zopakoval roli Riddicka ve třetím filmu ze série s názvem Riddick (2013). V srpnu 2013 Diesel dostal hvězdu na hollywoodském chodníku slávy. Svůj hlas propůjčil postavě Grootovi do filmu Strážci Galaxie (2014) a zahrál si ve filmu Poslední lovec čarodějnic (2015). Ve válečném dramatu Billy Lynn's Long Halftime Walk si zahrál vedlejší roli. V roce 2017 si zopakoval roli Xandera Cage ve filmu xXx: Návrat Xandera Cage. Svůj hlas propůjčil do pokračování filmu Strážci Galaxie s názvem Strážci Galaxie Vol. 2.

## Filmografie

### Film
| Rok           | Název                            | Role                      | Poznámky                                                  |
| ------------- | -------------------------------- | ------------------------- | --------------------------------------------------------- |
| 1990          | Čas probuzení                    | Orderly                   | neuveden v titulcích                                      |
| 1994          | Multi-Facial                     | Mike                      | krátkometrážní film scenárista, režisér, producent        |
| 1997          | Zbloudilci                       | Rick                      | scenárista, režisér, producent                            |
| 1998          | Zachraňte vojína Ryana           | Adrian Caparzo            |                                                           |
| 1999          | Železný obr                      | Železný obr (hlas)        |                                                           |
| 2000          | Riziko                           | Chris Varick              |                                                           |
| 2000          | Černočerná tma                   | Richard B. Riddick        |                                                           |
| 2001          | Rychle a zběsile                 | Dominic Toretto           |                                                           |
| 2001          | Flákači                          | Taylor Reese              |                                                           |
| 2002          | xXx                              | Xander Cage               | také výkonný producent                                    |
| 2003          | Osamělý mstitel                  | Sean Vetter               | také producent                                            |
| 2004          | Riddick: Kronika temna           | Richard B. Riddick        | také producent                                            |
| 2004          | Riddick: Temná hrozba            | Richard B. Riddick (hlas) |                                                           |
| 2005          | Ochránce                         | Shane Wolfe               |                                                           |
| 2006          | Dokažte mi vinu                  | Jack DiNorscio            |                                                           |
| 2006          | Rychle a zběsile: Tokijská jízda | Dominic Toretto           | neuveden v titulcích                                      |
| 2008          | Babylon A.D.                     | Hugo Cornelius Toorop     |                                                           |
| 2009          | Los Bandoleros                   | Dominic Toretto           | krátkometrážní film, také scenárista, režisér a producent |
| 2009          | Rychlí a zběsilí                 | Dominic Toretto           | také producent                                            |
| 2011          | Rychle a zběsile 5               | Dominic Toretto           | také producent                                            |
| 2013          | Rychle a zběsile 6               | Dominic Toretto           | také producent                                            |
| 2013          | Riddick: Blindsided              | Richard B. Riddick (hlas) | krátkometrážní flm                                        |
| 2013          | Riddick                          | Richard B. Riddick        | také producent                                            |
| 2014          | Strážci Galaxie                  | Groot (hlas)              |                                                           |
| 2014          | Life is a Dream                  |                           | výkonný producent                                         |
| 2015          | Rychle a zběsile 7               | Dominic Toretto           | také producent                                            |
| 2015          | Poslední lovec čarodějnic        | Kaulder                   | také producent                                            |
| 2016          | Ulička slávy                     | Shroom                    |                                                           |
| 2017          | xXx: Návrat Xandera Cage         | Xander Cage               | také producent                                            |
| 2017          | Rychle a zběsile 8               | Dominic Toretto           | také producent                                            |
| 2017          | Strážci Galaxie Vol. 2           | Groot (hlas)              |                                                           |
| 2018          | Avengers: Infinity War           | Groot (hlas)              |                                                           |
| 2019          | Avengers: Endgame                | Groot (hlas)              |                                                           |
| 2020          | Bloodshoot                       | Ray Garrison / Bloodshot  |                                                           |
| 2021          | Rychle a zběsile 9               | Dominic Toretto           |                                                           |
| 2022          | Thor: Láska jako hrom            | Groot (hlas)              |                                                           |
| 2023          | Guardians of the Galaxy Vol. 3   | Groot (hlas)              |                                                           |
| 2023          | Rychle a zběsile 10              | Dominic Toretto           |                                                           |
| bude oznámeno | Muscle                           |                           |                                                           |
| bude oznámeno | Furya                            | Riddick                   |                                                           |
| bude oznámeno | xXx 4                            | Xander Cage               |                                                           |

### Televize
| Rok       | Název                                 | Role                   | Poznámky |
| --------- | ------------------------------------- | ---------------------- | -------- |
| 2019–2021 | Rychle a zběsile: Závodníci v utajení | Dominic Toretto (hlas) | 4 díly   |
| 2022      | Já jsem Groot                         | Groot (hlas)           |          |
| 2022      | Strážci Galaxie: Vánoční speciál      | Groot (hlas)           |          |
| 2022      | Ark: The Animated Series              | Santiago (hlas)        | 2 díly   |

## Ocenění a nominace
| Rok  | Ocenění                                  | Kategorie                                                               | Práce                                              | Výsledek  |
| ---- | ---------------------------------------- | ----------------------------------------------------------------------- | -------------------------------------------------- | --------- |
| 1997 | Sundance Film Festival                   | cena poroty                                                             | Zbloudilci                                         | nominace  |
| 1999 | Screen Actors Guild Award                | nejlepší obsazení                                                       | Zachraňte vojína Ryana                             | nominace  |
| 1999 | Online Film Critics Society Award        | nejlepší obsazení                                                       | Zachraňte vojína Ryana                             | vítězství |
| 2001 | Blockbuster Entertainment Award          | nejlepší filmový herec                                                  | Černočerná tma                                     | nominace  |
| 2002 | MTV Movie Award                          | nejlepší filmový herec                                                  | Rychle a zběsile                                   | nominace  |
| 2002 | MTV Movie Award                          | nejlepší filmové duo (sdíleno s Paulem Walkerem)                        | Rychle a zběsile                                   | vítězství |
| 2002 | Black Reel Award                         | nejlepší filmový herec                                                  | Rychle a zběsile                                   | nominace  |
| 2003 | MTV Movie Award                          | nejlepší filmový herec                                                  | xXx                                                | nominace  |
| 2003 | Teen Choice Award                        | nejlepší filmový herec: akční/dramatický/dobrodružný                    | xXx                                                | nominace  |
| 2004 | Spike Video Game Award                   | nejlepší výkon: muž                                                     | The Chronicles of Riddick: Escape from Butcher Bay | vítězství |
| 2004 | Stinker Award                            | nejhorší herec                                                          | Riddick: Kronika temna                             | nominace  |
| 2005 | Teen Choice Award                        | nejlepší filmový herec: komedie                                         | Ochránce                                           | nominace  |
| 2005 | Zlatá malina                             | nejhorší herec                                                          | Riddick: Kronika temna                             | nominace  |
| 2005 | NAVGTR Awards                            | nejlepší hlas                                                           | The Chronicles of Riddick: Escape from Butcher Bay | nominace  |
| 2005 | Video Software Dealers Association Award | nejlepší filmová hvězda                                                 | The Chronicles of Riddick: Escape from Butcher Bay | vítězství |
| 2006 | Stinker Award                            | nejhorší filmový účes                                                   | Dokažte mi vinu                                    | nominace  |
| 2009 | Spike Video Game Award                   | nejlepší filmový herec                                                  | The Chronicles of Riddick: Escape from Butcher Bay | nominace  |
| 2009 | MTV Movie Award                          | nejlepší filmový herec                                                  | Rychle a zběsile                                   | nominace  |
| 2010 | People's Choice Award                    | nejlepší filmový herec                                                  | Rychle a zběsile                                   | nominace  |
| 2010 | NAVGTR Awards                            | nejlepší filmový herec: drama                                           | Riddick: Kronika temna: Assult on Dark Athena      | nominace  |
| 2011 | CinemaCon Award                          | akční hvězda roku                                                       | Rychle a zběsile 5                                 | vítězství |
| 2011 | Teen Choice Award                        | nejlepší filmový herec                                                  | Rychle a zběsile 5                                 | nominace  |
| 2012 | Image Award                              | nejlepší filmový herec                                                  | Rychle a zběsile 5                                 | nominace  |
| 2012 | Black Reel Award                         | nejlepší filmová chemie (sdíleno s celým obsazením)                     | Rychle a zběsile 5                                 | nominace  |
| 2012 | People's Choice Award                    | nejlepší akční hvězda                                                   | Rychle a zběsile 5                                 | nominace  |
| 2013 | Teen Choice Award                        | nejlepší filmová chemie (sdíleno s Paulem Walkerem a Dwaynem Johnsonem) | Rychle a zběsile 6                                 | nominace  |
| 2014 | Hollywood Awards                         | nejlepší obsazení                                                       | Rychle a zběsile 6                                 | nominace  |
| 2014 | People's Choice Award                    | nejlepší herec: akční film                                              | Rychle a zběsile 6                                 | nominace  |
| 2014 | MTV Movie Award                          | nejlepší filmové duo (sdíleno s Paulem Walkerem)                        | Rychle a zběsile 6                                 | vítězství |
| 2014 | Nevada Film Critics Society              | nejlepší obsazení                                                       | Strážci Galaxie                                    | vítězství |
| 2014 | Detroit Film Critics Society             | nejlepší obsazení                                                       | Strážci Galaxie                                    | vítězství |
| 2014 | Phoenix Film Critics Society Awards      | nejlepší obsazení                                                       | Strážci Galaxie                                    | nominace  |
| 2015 | Central Ohio Film Critics Association    | nejlepší obsazení                                                       | Legendární parta                                   | nominace  |
| 2015 | Phoenix Film Critics Society             | nejlepší obsazení                                                       | Legendární parta                                   | nominace  |
| 2015 | Black Reel Awards                        | nejlepší hlas                                                           | Legendární parta                                   | nominace  |
| 2015 | Russian National Movie Awards            | nejlepší hrdina                                                         | Strážci Galaxie                                    | nominace  |
| 2015 | MTV Movie Awards                         | nejlepší filmové duo (s Bradley Cooperem)                               | Strážci Galaxie                                    | nominace  |
| 2015 | Teen Choice Award                        | nejlepší filmová hvězda: akční film                                     | Rychle a zběsile 7                                 | vítězství |
| 2015 | Teen Choice Award                        | nejlepší filmová chemie (sdíleno s celým obsazením)                     | Rychle a zběsile 7                                 | nominace  |
| 2016 | People's Choice Awards                   | nejlepší herec: akční film                                              | Rychle a zběsile 7                                 | nominace  |
| 2016 | MTV Movie Awards                         | nejlepší herec: akční film                                              | Rychle a zběsile 7                                 | nominace  |
| 2017 | Teen Choice Awards                       | nejlepší herec: akční flm                                               | Rychle a zběsile 7 a xXx: Návrat Xandera Cage      | nominace  |
| 2018 | Black Reel Awards                        | nejlepší hlas                                                           | Strážci Galaxie, Vol. 2                            | vítězství |